# IC 1925
IC 1925 је спирална галаксија у сазвјежђу Часовник која се налази на листи објеката дубоког неба у Индекс каталогу.
Деклинација објекта је - 51° 16' 0" а ректасцензија 3h 25m 25,6s. Привидна величина (магнитуда) објекта IC 1925 износи 14,1 а фотографска магнитуда 14,9. IC 1925 је још познат и под ознакама IC 1929, ESO 200-21, PGC 12799.